# Serica alabama
Serica alabama är en skalbaggsart som beskrevs av Dawson 1967. Serica alabama ingår i släktet Serica och familjen Melolonthidae. Inga underarter finns listade i Catalogue of Life.